# Слатина-при-Поникві
Слатина-при-Поникві (словен. Slatina pri Ponikvi) — поселення в общині Шентюр, Савинський регіон, Словенія. 
Висота над рівнем моря: 396 м.